# Euryproctus bituminosus
Euryproctus bituminosus là một loài tò vò trong họ Ichneumonidae.